# ロドニー・ブルックス
ロドニー・アレン・ブルックス（Rodney Allen Brooks, 1954年12月30日 - ）は、オーストラリア出身のロボット研究者。人工知能界で物議を醸したサブサンプション・アーキテクチャの提案者。MITコンピュータ科学・人工知能研究所で教授・所長を歴任し、iRobotやリシンク・ロボティクスの創業でも知られる。ルンバやパックボットにはサブサンプション・アーキテクチャが実装された。スタンフォード大学Ph.D、マサチューセッツ工科大学名誉教授。2014年エンゲルバーガー賞（リーダーシップ部門）受賞者。

## 来歴・人物

### コンピュータビジョン
1954年、オーストラリアのアデレードに生まれる。南オーストラリアのフリンダース大学で数学を学ぶ。博士課程はスタンフォード大学で、トーマス・ビンフォードのもとでコンピュータビジョンの研究に従事。1981年に『Symbolic Reasoning among 3-D Models and 2-D Images』のテーマで計算機科学のPh.Dを取得。この間、モデルに基づく画像認識のアプローチで、「ACRONYM」というシステムを開発する。
学位取得後、ブルックスはカーネギーメロン大学やマサチューセッツ工科大学で研究員を務め、スタンフォード大学を経て1984年にマサチューセッツ工科大学に着任。1984年にはコンピュータビジョンの、1985年にはLISPに関する本を出版する（#著書の節も参照）。

### 表象なき知能
1986年にブルックスは「サブサンプション・アーキテクチャ（SA）」に関する論文を発表し、「表象なき知能」を提唱した。これはロボティクスや人工知能の分野に大きな影響を与えた。当初は人工知能の主流派からは無視され、マービン・ミンスキーは「ミミズに対してなら90%正しいが、人間に対して話は別である」と批判した。しかし1991年に国際人工知能会議（IJCAI）でIJCAI Computers and Thought Awardを受賞し、以後批判は弱まったという。SAは簡単なシステムでロボットを構築できるため、宇宙ロボットでの応用が検討された。
その後、ブルックスは学生とPollyなど自律移動ロボットを開発するとともに、上半身型のヒューマノイドロボットを開発して知能を研究する「Cogプロジェクト」を実施した。また、1991年に設立したiRobot社では「Genghis」（ジンギス）という6足歩行ロボットが開発され、SAが搭載された。
1997年、ブルックス自身の論文の題名をタイトルにした映画 "Fast, Cheap and Out of Control" にも出演した。なお、この頃の指導学生に、ジョナサン・ハドソン・コネルやMaja Matarić、Carlo Maley、ヨーキー・マツオカ、コミュニケーションロボット「JIBO」を開発したシンシア・ブリジールらがいる。

### ロボットベンチャー
1990年に設立されていたiRobot社では、ブルックスは最高技術責任者・取締役を歴任。2000年に発売されたルンバ (掃除機)にはサブサンプション・アーキテクチャが搭載された。同アルゴリズムはパックボットにも搭載され、パックボットはアメリカ同時多発テロやイラク戦争、アフガン戦争にも投入された。
この頃の指導学生にヒューマノイドロボット「Dobo」を開発していたAaron Edsingerがおり、EdsingerはMeka Roboticsを創業した。
2008年8月23日にはカナダで「Rodney's Robot Revolution」と題したドキュメンタリーが映画が公開された。同年、ブルックスはアイロボット社を退社し、リシンク・ロボティクス社を設立。会長やCTO（最高技術責任者）を務め、同社は双腕ロボット「バクスターや協働ロボット「ソイヤー」を販売していた。また、ブルックスはAIを研究するトヨタ自動車の子会社にも関与した。
2018年にはリシンク・ロボティクス社を廃業。しかし2019年にはヘンリック・クリステンセンと「ロバストAI」を設立している。

## 主な受賞歴
（受賞）
- 1991年 - IJCAI Computers and Thought Award（国際人工知能会議）[11]
- 2008年 - IEEE Inaba Technical Award[27][注釈 1]
- 2014年 - エンゲルバーガー賞（リーダーシップ部門）[6]
- 2015年 - IEEE Robotics and Automation Award[7]
- 2021年 - C&C賞
- 2023年 - IEEEファウンダーズメダル

（名誉博士）
- 2016年 - フリンダース大学
- 2017年 - ウースター工科大学、クイーンズランド大学

## 社会的活動
（学術団体）

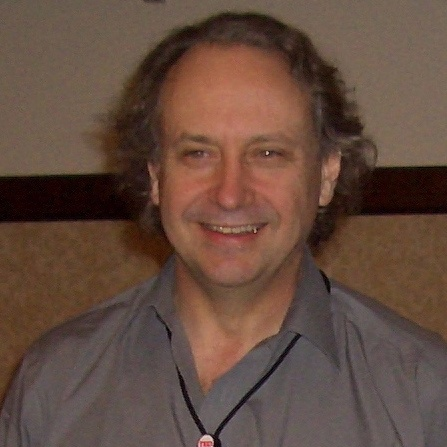
ロドニー・ブルックス（2005年）

- IEEE（米国電気電子学会） - フェロー
- AAAI（アメリカ人工知能学会） - 創立フェロー
- AAAS（アメリカ科学振興協会） - フェロー
- ACM（Association for Computing Machinery） - フェロー
- NAE（全米技術アカデミー） - 会員

（学術雑誌の編集委員）
- International Journal of Computer Vision - 創刊に関与。
- Adaptive Behavior
- Artificial Life
- Applied Artificial Intelligence
- Autonomous Robots
- New Generation Computing

## 主な著作

### 著書
（単著）
- Model-based computer vision. UMI Research Press. Computer science Artificial intelligence No.14 (1984). ISBN 0-835-71526-4.
- Programming in Common LISP. Wiley (1985). ISBN 0-471-81888-7.
- Cambrian Intelligence ―The Early History of the New AI―. MIT Press (1999). ISBN 0-262-52263-2
- Flesh and Machines ―How Robots Will Change Us―. Pantheon Books (2002). ISBN 0-375-42079-7
- Robot ―the future of flesh and machines―. Penguin Books. (2003). ISBN 0-140-29718-9.

（日本語への翻訳本）
- 『Common Lisp プログラミング』 井田昌之 訳、丸善〈ワークステーションシリーズ〉、1986年、ISBN 4621031201。
- 『ブルックスの知能ロボット論 ―なぜMITのロボットは前進し続けるのか?―』 五味隆志 訳、オーム社、2006年、ISBN 4274500330。

### 論文・解説
- A Robust Layered Control System for a Mobile Robot. IEEE Journal of Robotics and Automation 2(1): 14-23 (1986)
- Elephants Don't Play Chess. Robotics and Autonomous Systems 6: 3-15. (1990)
- Intelligence without Representation. Artificial Intelligence 47: 139-159 (1991)
- Intelligence Without Reason. MASSACHUSETTS INSTITUTE OF TECHNOLOGY ARTIFICIAL INTELLIGENCE LABORATORY A.I. Memo. No. 1293. (April 1991).
- The Cog Project. 日本ロボット学会誌 15(7): 968-970. (1997).
- The Relationship Between Matter and Life. Nature 409: 409-411. (2001)

### インタビュー
- The Deep Question. Edge. (1997年11月19日) 2018年7月1日閲覧。
- Robot risk 'is worth it'. BBC NEWS. (2002年8月19日) 2018年7月1日閲覧。
- Scientist: Military Working on Cyborg Spy Moths. FOX NEWS (2007年5月30日). 2018年7月1日閲覧。
- インタビュー／米リシンク・ロボティクスCTOのロドニー・ブルックス氏. 日刊工業新聞 (2015年12月18日) 2018年7月8日閲覧。
- ロドニー・ブルックスがAI脅威論を否定「人間レベルに達するには500年かかる」. ROBOTEER (2016年10月16日) 2018年7月8日閲覧。